# Halalaimus macquariensis
Halalaimus macquariensis är en rundmaskart som beskrevs av Mawson 1958. Halalaimus macquariensis ingår i släktet Halalaimus och familjen Oxystominidae. Inga underarter finns listade i Catalogue of Life.